# عيد المولد
عيد المولد، لاعب كرة قدم سعودي، يلعب في نادي الاهلي السعودي.

## مسيرة اللاعب
بدأ اللاعب في الفئات السنية في نادي الاتحاد العميد و انظم إلى نادي الأخدود في عام 2022.

## روابط خارجية
عيد المولد على موقع قاعدة بيانات كرة القدم.إي يو (الإنجليزية)
- عيد المولد على موقع ناشيونال فوتبول تيمز (الإنجليزية)
- عيد المولد على موقع Soccerway.com (الإنجليزية)
- عيد المولد على موقع عالم كرة القدم.نت (الإنجليزية)